# Martin Haug (Orientalist)

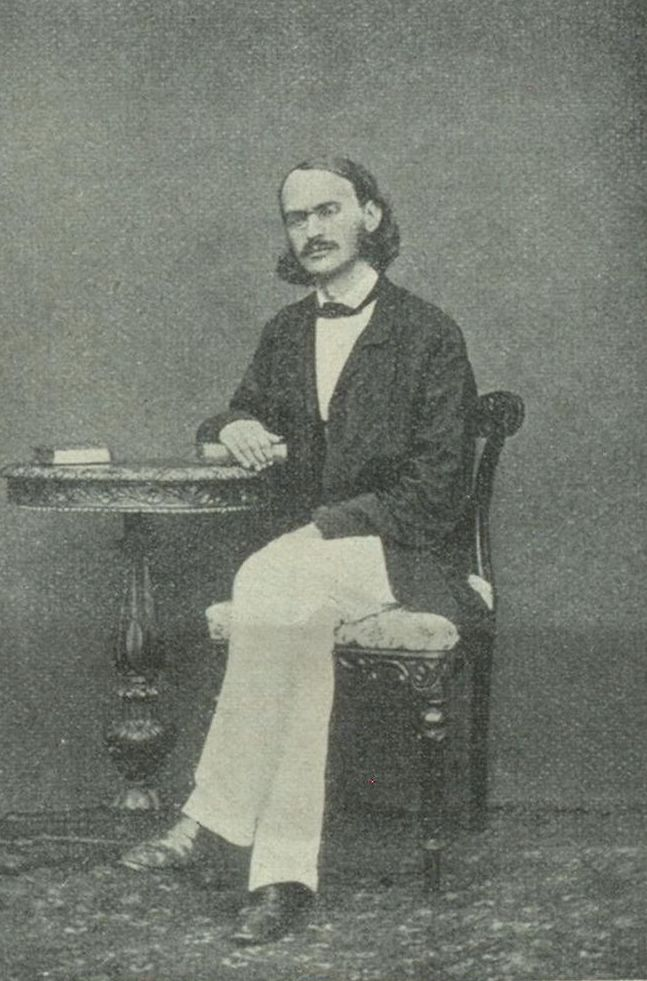
Martin Haug, 1864 in Pune

Martin Haug (* 30. Januar 1827 in Ostdorf; † 3. Juni 1876 in Bad Ragaz) war ein deutscher  Orientalist.

## Leben
Haug, Sohn eines Bauern, widmete sich seit 1848 in Tübingen und Göttingen besonders dem Studium des Sanskrits und habilitierte 1854 in Bonn, von wo er 1856 nach Heidelberg übersiedelte, um sich auf Einladung Bunsens an dessen Bibelwerk zu beteiligen. 1859 einem Ruf nach Indien folgend, wurde er am Poona College als Sanskritprofessor und Superintendent of Sanscrit studies angestellt.
Seine umfassende Kenntnis der heiligen Schriften der Parsen und Hindu brachte ihn in vertrauten Verkehr mit den gelehrtesten Priestern beider Religionen, und er erlangte dadurch sehr genaue Kenntnisse ihres Kultus, die ihn in befähigten, viele neue Beiträge zum Verständnis des Zendavesta und der Wedas zu geben. 1863 unternahm er im Auftrag der britischen Regierung eine wissenschaftliche Reise durch die Provinz Gujarat, auf der er zahlreiche kostbare Zend-, Pehlewi- und Sanskritmanuskripte sammeln konnte. Aus Rücksicht auf Familie und eigene Gesundheit kehrte er 1866 nach Deutschland zurück, wo er 1868 als ordentlicher Professor des Sanskrits und der vergleichenden Sprachwissenschaft an der Universität in München wurde. Er entwickelte dort eine bedeutende Lehrtätigkeit, starb aber schon 1876 im Bad Ragaz, einem damals renommierten Lungenheilort.

## Werke
Wichtige Beiträge zum Verständnis des Zendavesta, besonders seiner ältesten Teile, sind: „Die fünf Gathas, oder Sammlungen von Liedern und Sprüchen Zarathustras etc.“ (Leipzig 1858–62, 2 Bände) und die auf einen weiteren Leserkreis berechneten „Essays on the sacred language, writings and religion of the Parsees“ (Bombay 1862; 2. verbesserte Auflage von West, London 1878).
Haugs Hauptwerk im Gebiet der altindischen Literatur ist die Ausgabe und Übersetzung eines der ältesten wedischen Ritualbücher, des „Aita-reya Brâhmana of the Rigveda“ (Bombay 1863, 2 Bände).
Von frühen Schriften sind zu nennen: „Über die Schrift und Sprache der zweiten Keilschriftgattung“ (Göttingen 1855) und „Über die Pehlewisprache und den Bundehesch“ (Göttingen 1854). Auf das Pehlewi, dessen eigentlicher Entzifferer er ist, beziehen sich die anerkanntesten Arbeiten Haugs, die im Auftrag der Regierung von Bombay im Verein mit einem der gelehrtesten Parsenpriester veröffentlichten Schriften: „An old Zand-Pahlavi glossary“ (London und Bombay 1867) und „An old Pahlavi Pâzand glossary“, mit einem längeren „Essay on the Pahlavi language“ (daselbst 1870); dann das mit Unterstützung des Engländers West herausgegebene „Book of  Ardâ Virâf together with other Pahlavi texts“, mit Übersetzung, Anmerkungen, Glossar und kurzer Grammatik (London 1872–74, 2 Bände).
Von anderen Schriften seiner späteren Zeit sind zu erwähnen: „Über den gegenwärtigen Stand der Zendphilologie“ (Stuttgart 1868) und die von 1868 bis 1875 in den Abhandlungen und Sitzungsberichten der Münchener Akademie der Wissenschaften veröffentlichten Arbeiten: „Brahma und die Brahmanen“ (1871), „Über das Wesen und den Wert des wedischen Accents“ (1873), „Wedische Rätselsagen und Rätselsprüche“ (1875) und andere. Seine bedeutende Handschriftensammlung wurde nach seinem Tod von der Münchener Hof- und Staatsbibliothek angekauft.
Weitere:
- Zendstudien: 1. Uebersetzung und Erklärung von Jaçna c. 44. In: Zeitschrift der Deutschen Morgenländischen Gesellschaft, Band 7. 1853. S. 314–337 (Digitalisat) und S. 506–526 (Digitalisat).
- Zendstudien: Uebersetzung und Erklärung von Jaçna c. 44 (Schluss). In: Zeitschrift der Deutschen Morgenländischen Gesellschaft, Band 8. 1854. S. 739–771 (Digitalisat).
- Zendstudien: II. Die Lehre Zoroasters nach den alten Liedern des Zendawestas. In: Zeitschrift der Deutschen Morgenländischen Gesellschaft, Band 9. 1855. S. 683–703 (Digitalisat).
- Die Pehlewisprache und der Bundehesch (1854)
- Die Schrift und Sprache der zweiten Keilschriftgattung (1855)
- Zur Erklärung des ersten Kapitels des Vêndîdâd. In: Zeitschrift der Deutschen Morgenländischen Gesellschaft, Band 11. 1857. S. 526–533 (Digitalisat).
- A Lecture on an original Speech of Zoroaster (1865)

- Über den Charakter der Pehlewisprache (1869)
- Das 18. Kapitel des Wendidad (1869)
- Über das Ardai-Vircifnamei (1870)
- An old Pahlavi-Pazand Glossary (1870)
- Vedische Rätselfragen und Rätselspruche (1875)